# Félix Archimède Pouchet
Pour les articles homonymes, voir Pouchet.
Félix Archimède Pouchet, né le 26 août 1800 à Rouen où il est mort le 6 décembre 1872, est un médecin biologiste français, avocat de la théorie de l'hétérogénie qui est une théorie de génération spontanée et adversaire des thèses de Louis Pasteur.
Pouchet est, avec Charles Négrier, l'un des deux premiers chercheurs à avoir décrit scientifiquement le mécanisme de l'ovulation dans l'espèce humaine et chez les autres mammifères.

## Biographie
Fils du métrologue Louis Ézéchias Pouchet, il est lecteur du naturaliste Buffon (1707-1788) dans sa jeunesse, il poursuit des études de médecine et obtient le titre de chirurgien à Rouen. Il passe une thèse concernant les Solanées et finalement devient botaniste. Après quelques traités et mémoires, il travaille sur la zoologie. De retour à Rouen, en 1828, il est nommé professeur de botanique au Muséum de la ville, qui vient d'être fondé. En 1829, il donne des cours de botanique au jardin des plantes de Rouen. Le 20 juillet 1834, il ouvre le Muséum au grand public, démarche novatrice pour l'époque.
En 1845, il présente à l'Académie des sciences sa Théorie positive de l'ovulation spontanée et de la fécondation des mammifères et de l'espèce humaine, ouvrage qui sera couronné par l'Académie. 
Il défend ensuite une théorie de la génération spontanée (« hétérogénie ») qui soulève une controverse avec des opposants menés par Louis Pasteur. En 1865, après six années de recherche, Pasteur est reconnu avoir montré avec un protocole expérimental admis par Pouchet, la non-validité de la thèse hétérogéniste. Cependant, la controverse ne se terminera qu'à la mort de Pouchet qui jamais ne renoncera à sa théorie. Les idées de Pasteur triomphent et celles de Pouchet sont discréditées. Selon lui, si des microorganismes se tenaient dans l’air, il faudrait tant de germes dans l'air que celui-ci deviendrait un épais brouillard et serait irrespirable. Par ailleurs, pour Pouchet, l'expérience de laboratoire ne doit pas tenir de rôle essentiel dans les hypothèses scientifiques, même s'il a décrit en détail de nombreuses expériences menées pour prouver le bien-fondé de sa théorie,.

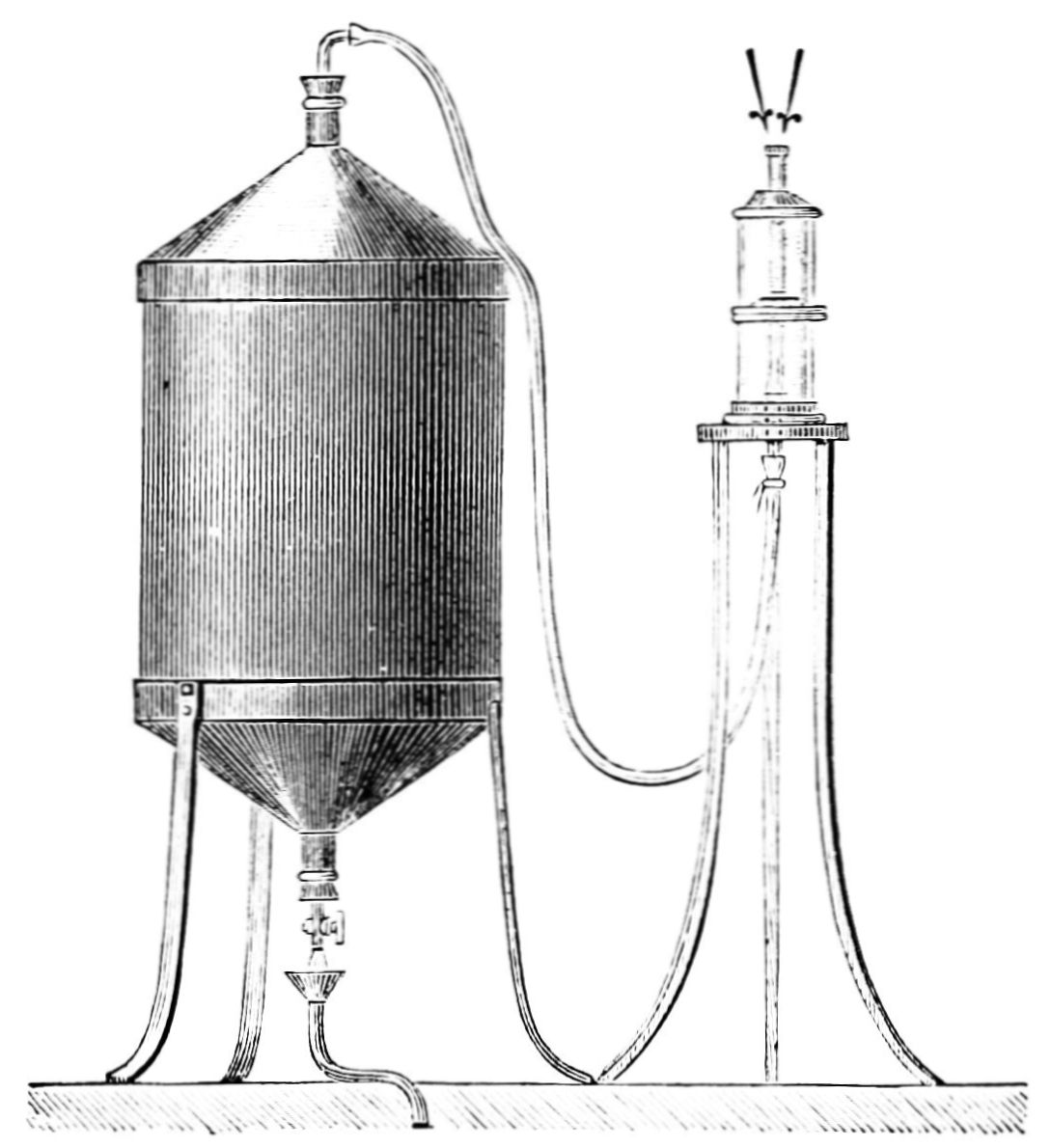
L'aéroscope de Pouchet.

Il inventa l'aéroscope, instrument servant à concentrer les poussières, à en apprécier la nature et à les dénombrer (à ne pas confondre avec un appareil de prises de vue aériennes du même nom). Malgré sa défense obstinée de la génération spontanée, il a su faire preuve de clairvoyance novatrice dans certaines applications de la biologie, par exemple en montrant l'importance du maintien de l'hygiène et de la qualité de l'alimentation pour l'élevage des jeunes saumons.
Il repose au cimetière monumental de Rouen,.
Il est le père de Georges Pouchet, biologiste, spécialiste de l'anatomie comparée des poissons et des cétacés.

## Pouchet à propos de la découverte de l'ovulation
Faisant l'historique de cette découverte, Pouchet écrit dans un ouvrage qui a obtenu le prix de physiologie expérimentale à l'Académie royale des Sciences de Paris au concours de 1845 :
Je réclame avec insistance mes modestes droits parce que ma conviction intime dit qu'ils sont équitables. Je les réclame, parce que si la découverte est aussi positive que j'en ai l'assurance, mu par une louable et noble émulation, mon désir est qu'elle concoure au trophée de notre science nationale.
Loin de moi l'idée d'avoir le premier annoncé la possibilité de l'ovulation spontanée. Non, j'ai fréquemment cité des physiologistes qui, entraînés par le besoin de soustraire leurs théories à d'accablantes objections fondées sur la présence décevante des corps jaunes chez des animaux vierges, avaient eux-mêmes admis la possibilité exceptionnelle de la chute spontanée des œufs. Mais ce n'étaient pour ces savants que des aveux forcés, arrachés par l'évidence des révélations accusatrices, tandis que le premier nous posions les éléments d'une théorie rationnelle et stable.
Lorsqu'en 1842 je publiai pour la première fois ma découverte, j'étais loin d'espérer qu'elle aurait une aussi rapide et heureuse destinée, car voici comment je m'exprimais à cet égard dans l'une des premières pages de mon livre :
« J'ai accompli avec probité une œuvre utile, et je me présente avec franchise au tribunal de l'avenir. Pour le moment, je ne suppose pas que mon travail réunisse aucun élément de succès, je professe des doctrines qui s'éloignent trop du sentier de la routine pour ne pas éprouver le sort de tous les novateurs. Il est dans ma destinée de subir toutes les phases de la critique : d'abord on niera l'évidence en tranchant audacieusement la question, et en anéantissant légèrement, par une simple négation, plusieurs années de recherches et de travaux ; puis, quand les hommes probes et consciencieux reconnaîtront dans mon écrit quelques vérités fondamentales, la critique, pour ne pas rester désarmée, découvrira dans les auteurs anciens et modernes des passages obscures, des phrases indécises, dans lesquels elle prétendra reconnaître ma théorie. »

## Distinctions
- Officier de la Légion d'honneur. Nommé chevalier en 1843.
- Officier dans l'ordre du Lion et du Soleil

## Liste partielle des publications
- Histoire naturelle et médicale de la famille des Solanées, Rouen, F. Baudry, 1829
- Nouvelles considérations scientifiques et économiques sur le jardin botanique de Rouen, Rouen, F. Baudry, 1832
- Traité élémentaire de zoologie, ou Histoire naturelle du règne animal, Rouen, E. Legrand, 1832, in-8o, X-643 p.
- Flore ou statistique botanique de la Seine-Inférieure, Rouen, F. Baudry, 1834
- Traité de botanique appliquée, Rouen, E. Legrand, 1835
- Zoologie classique, Paris, Roret, 1841, ses cours
- Théorie positive de la fécondation des Mammifères, Paris, Roret, 1842
- Note sur les protoorganismes animaux et végétaux nés spontanément de l'air artificiel, 1845
- Remarques sur les objections relatives aux protoorganismes rencontrés
- Théorie positive de l'ovulation spontanée et de la fécondation des mammifères et de l'espèce humaine, Ouvrage qui a obtenu le prix de physiologie expérimentale à l'Académie royale des Sciences de Paris au concours de 1845, Paris, J.B. Baillière, 1847 Texte en ligne
- Histoire des sciences naturelles au moyen âge ou Albert le Grand et son époque considérés comme point de départ de l'école expérimentale, Paris, Baillière, 1853, en ligne sur Google Livres.
- Hétérogénie, ou traité de la génération spontanée, Paris, 1859, en ligne sur Google Livres.
- Nouvelles expériences sur la génération spontanée et la résistance vitale, Paris, V. Masson, 1864.
- L'univers. Les infiniment grands et les infiniment petits, Paris, Hachette, 1865 (rééd. 1868 et 1872).